# Kâzım Karabekir
Musa Kâzım Karabekir (Istanbul, 23 luglio 1882 – Ankara, 26 gennaio 1948) è stato un generale e politico turco.

## Biografia
Fu comandante dell'esercito dell'Impero ottomano alla fine della prima guerra mondiale e presidente del Parlamento turco al momento della sua morte.